# Dalkhan Khodjaïev
Dalkhan Abdoulazizovitch Khodjaïev, né le 18 avril 1961 à Grozny et mort le 26 juillet 2000 à Valerik (en), est un historien, homme politique et militaire tchétchène. 
Général de brigade des forces armées de la république tchétchène d'Itchkérie, il est, pendant la seconde guerre de Tchétchénie, le chef d'état-major d'Akhmed Zakaïev ainsi que son plus proche associé.

## Situation personelle

### Origines
Dalkhan Khodjaïev est né le 18 avril 1961 à Grozny au sein d'une famille tchétchène appartenant au clan (taïp) de Benoï (ru). Son père, Abdoul-Aziz Khodjaïev, est un employé de commerce et sa mère, Zoura Biboulatova, une professeure de langues tchétchène et russe. Ses deux parents sont originaires du village de Novye Atagi (en). 

### Formation
En 1983, il ressort diplômé de la faculté d'histoire de l'université d'État tchétchéno-ingouche. 

## Carrière

### Carrière professionnelle
De 1985 à 1991, il travaille comme chercheur au musée républicain tchétchéno-ingouche des traditions locales (ru) (actuel musée national de la république tchétchène (ru)). Parallèlement, il publie des articles sur l'histoire des Tchétchènes dans des journaux de la RSSA de Tchétchénie-Ingouchie comme Tribu Komosomol,. Après l'indépendance, il poursuit cette activité au sein du périodique Itchkeria. Il est également l'auteur de nombreux ouvrages sur l'histoire du mouvement de libération nationale de la Tchétchénie au XIXe siècle.   
Avant la première guerre de Tchétchénie, il dirige le centre national des archives de la république tchétchène.    

### Carrière politico-militaire
Il est l'un des organisateurs du premier congrès national du peuple tchétchène (en), qui se déroule du 23 au 25 novembre 1990 à Grozny. À partir de 1994, il siège au sein du Cabinet des ministres et du Conseil de défense de l'État de la république tchétchène d'Itchkérie. Pendant les guerres de Tchétchénie, il commande une brigade spéciale sous la supervision de Rouslan Guelaïev. Le 26 juillet 2000, alors qu'il dort chez l'habitant dans le village de Valerik (en), il est tué par un tir de fusil de sniper. Les autorités tchétchènes, dans la clandestinité, tiennent les Russes pour responsable de sa mort tandis que ces derniers l'imputent à Arbi Baraïev, un rival de longue date de Guelaïev, qui aurait voulu lui faire payer sa loyauté envers celui-ci. 

## Publications
En sa qualité d'historien militaire, il est l'auteur de nombreux livres et articles, dont : 
- (ru) Чеченцы в Русско-Кавказской войне [« Les Tchétchènes dans la guerre russo-caucasienne »], Grozny, Seda,‎ 1998, 397 p. (ISBN 5-85973-012-8, lire en ligne)